# Mattia I di Lorena
Mattia I di Lorena (1119 circa – Villers-lès-Nancy, 13 maggio 1176) fu Duca di Lorena, dal 1139 alla sua morte.

## Origini
Sia secondo la Genealogica ex Stirpe Sancti Arnulfi descendentium Mettensis, che secondo la Chronica Albrici Monachi Trium Fontium, Mattia era il figlio maschio primogenito del duca di Lorena, Simone I e, come ci viene confermato dal documento Cart. Fol VIII dei Documents rares ou inédits de l'histoire des Vosges (Epinal), Tome X, di Adelaide di Lovanio(† 1158), figlia di Gertrude delle Fiandre (matrigna di Simone, come ci confermano sia il documento CVII del Cartulaire de l'Abbaye de Saint-Bertin che la Genealogica Comitum Flandriæ Bertiniana, Continuatio) e di Enrico III di Lovanio, come ci viene confermato dal sächsische weltchronik.
Sempre secondo la Genealogica ex Stirpe Sancti Arnulfi descendentium Mettensis, Simone I di Loren era il figlio maschio primogenito del Duca di Lorena, Teodorico II e, secondo le Europäische Stammtafeln, vol I, 2 204 (non consultate), della moglie, Edvige ( † 1090 circa), figlia di Federico, Conte di Formbach, come ci conferma la Vita Wirntonis Abbatis Formbacensis.

## Biografia
Mattia viene citato in un documento per la prima volta nel 1122, nel documento Cart. Fol VIII dei Documents rares ou inédits de l'histoire des Vosges (Epinal), Tome X, come testimone assieme alla madre Adelaide di una donazione del padre Simone.
Suo padre Simone morì nel 1139; il 14 gennaio, sia secondo gli Obituaires de la province de Sens. Tome 1 / Tome 1 / Partie 1 (XVIIII Kal Feb), sia secondo L'obituaire de l'abbaye de Saint-Mansuy-lès-Toul, Simone (Sigismundus dux) (14-I). Mattia gli succedette, come ci viene confermato dalla Chronica Albrici Monachi Trium Fontium,.
Secondo un documento del 1142, Mattia fece una donazione assieme ai fratelli Baldovino e Agata.
Secondo il documento nº 83 della Speyer Urkundenbuch, datato 13 gennaio 1143, Mattia, duca e marchese (Matheus Lotharingorum dux et marchio) fece una donazione assieme alla moglie, Berta ed al fratello Baldovino (coniugis mee Berthe et Balduini fratris mei) († dopo il 1146)
Come i suoi antenati del Casato di Lorena, a partire da Adalberto, egli fu uno strenuo sostenitore dei Re di Germania e degli Imperatori del Sacro Romano Impero. Mattia accompagnò l'imperatore Barbarossa in una serie di importanti occasioni, inclusa la sua incoronazione ad imperatore per mano di papa Adriano IV a Roma, nel 1155. Egli assistette poi l'imperatore nella sua guerra contro il papa Adriano ed il suo successore Alessandro III, ed i re di Francia e Sicilia.
Egli estese i propri domini alle spese del Vescovato di Toul, ma, con varie donazioni, fu un importante costribuente per la chiesa e fondò numerose abbazie:
- fondò l'Abbazia di Etange nel 1148[14],
- secondo la Histoire de Lorraine, volume 5 Mattia duca e marchese di Lotaringia (Matthæus, dux Lotharingiæ et marchio), nel 1156, fece una donazione al monastero di Bouxières-aux-Dames, dove sua zia paterna, Hara, era badessa[16], come già aveva fatto suo padre, Simone duca e marchese di Lotaringia (Simon, dux Lotharingiæ et marchio), nel 1130[17],
- fondò l'Abbazia di Clairlieu nel 1159[14],
- secondo la Histoire de Lorraine, volume 6 Mattia duca e marchese di Lotaringia (Matthæus, dux Lotharingiæ et marchio), nel 1166, fece una donazione al monastero di San Benigno di Digione[18],
- infine ancora un documento della Histoire de Lorraine, volume 6 Mattia duca e marchese di Lotaringia (Matthæus, Lotharingiæ dux et marchio), nel 1172, confermò i diritti dell'Abbazia di Clairlieu[19].

Mattia morì nel 1176, nell'Abbazia di Clairlieu, dove si era ritirato; secondo L'obituaire de l'abbaye de Saint-Mansuy-lès-Toul, Mattia (Mathaeus dux Lothoringiae) morì il 14 maggio (14-V).
A Mattia succedette il figlio primogenito, Simone, come ci viene confermato dalla Genealogica ex Stirpe Sancti Arnulfi descendentium Mettensis.

## Matrimonio e discendenza

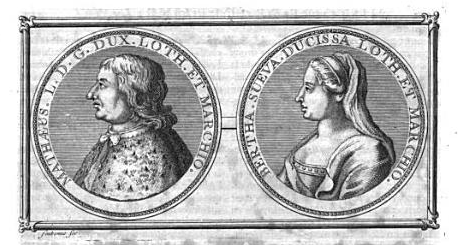
Mattia con la moglie Giuditta

Mattia, nel 1138 circa, sposò la nipote del re di Germania, Corrado III di Svevia, Giuditta detta anche Berta (come ci confermano sia la Genealogica ex Stirpe Sancti Arnulfi descendentium Mettensis, che le Gesta Friderici Imperatoris Ottonis Frisingensis I), sorella di Federico Barbarossa, futuro imperatore e figlia di Federico II duca di Svevia, sempre secondo le Gesta Friderici Imperatoris Ottonis Frisingensis I e di Giuditta di Baviera, come ci conferma la Historia Welforum Weingartensis.
Da Giuditta (Berta) Mattia ebbe sette figli:
- Simone[2] ( † aprile 1206), Duca di Lorena[1];
- Federico[2] ( † aprile 1206), Duca di Lorena[1], per pochi giorni;
- Mattia[2] ( † 1207), conte di Toul, secondo la Histoire de Lorraine, volume 6 (Mathæus comes Tullensis)[24];
- Teodorico[2] ( † 1181), vescovo di Metz, secondo le Gesta Episcoporum Mettensium Continuatio prima[25];
- Alice (1145 - 1200 circa), che, secondo la Chronica Albrici Monachi Trium Fontium, sposò il Duca di Borgogna, Ugo III[26];
- Giuditta ( † 1173 circa), che, secondo la Chronica Albrici Monachi Trium Fontium, sposò il conte di Auxonne, Stefano II[2];
- un'altra femmina di cui non si conosce il nome ( † prima del 1177), come risulta da un documento della Histoire de Lorraine, volume 6[27].

## Ascendenza
|                        |                      |                          | Genitori                |  |  | Nonni |  |  | Bisnonni          |  |  | Trisnonni                 |  |
|                        |                      |                          |                         |  |  |       |  |  | Gerardo di Lorena |  |  | Gerardo IV di Bouzonville |  |
|                        |                      |                          |                         |  |  |       |  |  | Gerardo di Lorena |  |  | Gerardo IV di Bouzonville |  |
|                        |                      | Gisella                  |                         |  |  |       |  |  | Gerardo di Lorena |  |  |                           |  |
| Teodorico II di Lorena |                      |                          |                         |  |  |       |  |  | Gerardo di Lorena |  |  |                           |  |
|                        |                      | Edvige di Namur          | Alberto I di Namur      |  |  |       |  |  |                   |  |  |                           |  |
|                        |                      | Edvige di Namur          | Alberto I di Namur      |  |  |       |  |  |                   |  |  |                           |  |
|                        |                      | Edvige di Namur          | Ermengarda di Lorena    |  |  |       |  |  |                   |  |  |                           |  |
| Simone I di Lorena     |                      | Edvige di Namur          |                         |  |  |       |  |  |                   |  |  |                           |  |
|                        |                      | Federico di Formbach     | …                       |  |  |       |  |  |                   |  |  |                           |  |
|                        |                      | Federico di Formbach     | …                       |  |  |       |  |  |                   |  |  |                           |  |
|                        |                      | Federico di Formbach     | …                       |  |  |       |  |  |                   |  |  |                           |  |
| Edvige di Formbach     |                      | Federico di Formbach     |                         |  |  |       |  |  |                   |  |  |                           |  |
|                        |                      | Gertrude di Haldensleben | …                       |  |  |       |  |  |                   |  |  |                           |  |
|                        |                      | Gertrude di Haldensleben | …                       |  |  |       |  |  |                   |  |  |                           |  |
|                        |                      | Gertrude di Haldensleben | …                       |  |  |       |  |  |                   |  |  |                           |  |
| Mattia I di Lorena     |                      | Gertrude di Haldensleben |                         |  |  |       |  |  |                   |  |  |                           |  |
|                        | Enrico II di Lovanio | Lamberto II di Lovanio   |                         |  |  |       |  |  |                   |  |  |                           |  |
|                        | Enrico II di Lovanio | Lamberto II di Lovanio   |                         |  |  |       |  |  |                   |  |  |                           |  |
|                        | Enrico II di Lovanio | Oda di Verdun            |                         |  |  |       |  |  |                   |  |  |                           |  |
| Enrico III di Lovanio  | Enrico II di Lovanio |                          |                         |  |  |       |  |  |                   |  |  |                           |  |
|                        |                      | Adelaide di Betuwe       | Everardo di Betuwe      |  |  |       |  |  |                   |  |  |                           |  |
|                        |                      | Adelaide di Betuwe       | Everardo di Betuwe      |  |  |       |  |  |                   |  |  |                           |  |
|                        |                      | Adelaide di Betuwe       | …                       |  |  |       |  |  |                   |  |  |                           |  |
| Adelaide di Lovanio    |                      | Adelaide di Betuwe       |                         |  |  |       |  |  |                   |  |  |                           |  |
|                        |                      | Roberto I di Fiandra     | Baldovino V di Fiandra  |  |  |       |  |  |                   |  |  |                           |  |
|                        |                      | Roberto I di Fiandra     | Baldovino V di Fiandra  |  |  |       |  |  |                   |  |  |                           |  |
|                        |                      | Roberto I di Fiandra     | Adele di Francia        |  |  |       |  |  |                   |  |  |                           |  |
| Gertrude delle Fiandre |                      | Roberto I di Fiandra     |                         |  |  |       |  |  |                   |  |  |                           |  |
|                        |                      | Gertrude Billung         | Bernardo II di Sassonia |  |  |       |  |  |                   |  |  |                           |  |
|                        |                      | Gertrude Billung         | Bernardo II di Sassonia |  |  |       |  |  |                   |  |  |                           |  |
|                        |                      | Gertrude Billung         | Eilika di Schweinfurt   |  |  |       |  |  |                   |  |  |                           |  |
|                        |                      | Gertrude Billung         |                         |  |  |       |  |  |                   |  |  |                           |  |

### Fonti primarie
- (DE)  Monumenta Germaniae Historica, sächsische weltchronik, tomus II.
- (LA)  Monumenta Germaniae Historica, Scriptores, tomus X.
- (LA)  Monumenta Germaniae Historica, Scriptores, tomus IX.
- (LA)  Monumenta Germaniae Historica, Scriptores, tomus XX.
- (LA)  Monumenta Germaniae Historica, Scriptores, tomus XV.2.
- (LA)  Monumenta Germaniae Historica, Scriptores, tomus XXI.
- (LA)  Monumenta Germaniae Historica, Scriptores, tomus XXIII.
- (LA)  Monumenta Germaniae Historica, Scriptores, tomus XXV.
- (LA)  L'obituaire de l'abbaye de Saint-Mansuy-lès-Toul.
- (LA)  Histoire générale et particulière de Bourgogne (Dijon), Tome I.
- (LA)  Histoire de Lorraine, ... depuis l'entree de Jules-Cesar dans les ..., Volume 6.
- (LA)  Histoire de Lorraine, ... depuis l'entree de Jules-Cesar dans les ..., Volume 5.
- (LA)  Obituaires de la province de Sens. Tome 1 / Tome 1 / Partie 1l.
- (LA)  L'obituaire de l'abbaye de Saint-Mansuy-lès-Toul.
- (LA)  urkundenbuch speyer.
- (LA)  Cartulaire de l'Abbaye de Saint-Bertin.
- (LA)  Documents rares ou inédits de l'histoire des Vosges (Epinal), Tome X.